# Hoàng Việt (xã)
Hoàng Việt là một xã thuộc huyện Văn Lãng, tỉnh Lạng Sơn, Việt Nam.

## Địa lý
Xã Hoàng Việt nằm ở phía nam huyện Văn Lãng, có vị trí địa lý:
- Phía đông giáp xã Tân Mỹ và xã Tân Thanh
- Phía tây giáp xã Thành Hòa với ranh giới là sông Kỳ Cùng
- Phía nam giáp huyện Văn Quan (qua sông Kỳ Cùng) và xã Hồng Thái
- Phía bắc giáp thị trấn Na Sầm.

Xã Hoàng Việt có diện tích 26,50 km², dân số năm 2018 là 3.808 người, mật độ dân số đạt 144 người/km².

## Lịch sử
Ngày 21 tháng 11 năm 2019, Ủy ban Thường vụ Quốc hội ban hành Nghị quyết số 818/NQ-UBTVQH14 về việc sắp xếp các đơn vị hành chính cấp xã thuộc tỉnh Lạng Sơn (nghị quyết có hiệu lực từ ngày 1 tháng 1 năm 2020). Theo đó, sáp nhập 9,17 km² diện tích tự nhiên và 1.414 người của xã Hoàng Việt (gồm 5 thôn: Thâm Mè A, Thâm Mè B, Khun Slam, Nà Khách, Lũng Cùng) vào thị trấn Na Sầm.
Xã Hoàng Việt còn lại 26,50 km² diện tích tự nhiên và 3.808 người.